# Melbury Osmond
Melbury Osmond est une paroisse civile et un village du Dorset, en Angleterre.